# Borough of Corby

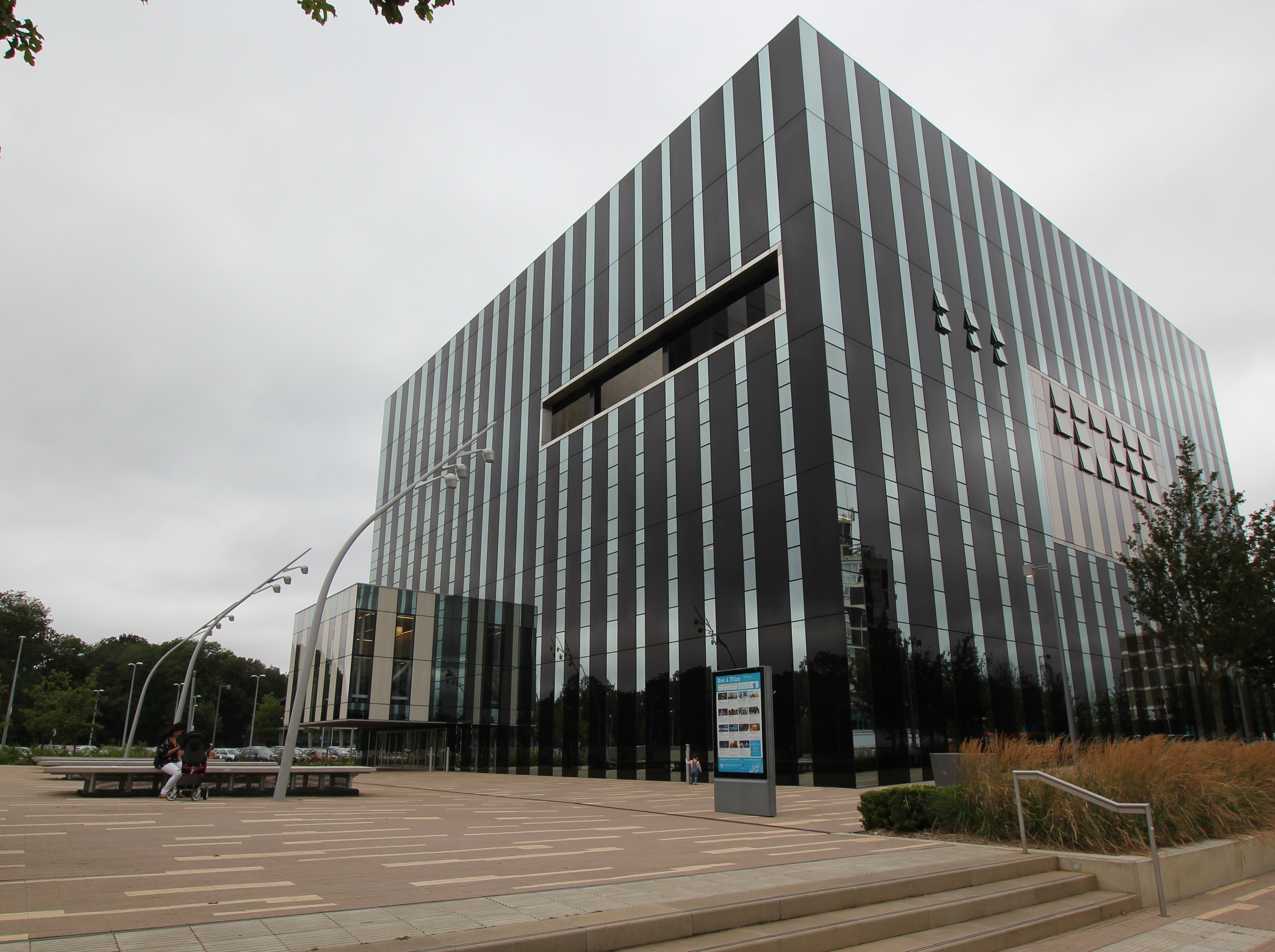
Corby Cube

Corby war ein Distrikt in der englischen Grafschaft Northamptonshire mit dem Titel eines Borough. Verwaltungssitz war die Stadt Corby. Im Jahr 2011 hatte es 61.255 Einwohner.
Corby wurde mit Inkrafttreten des Local Government Act 1972 am 1. April 1974 gebildet durch die Fusion des Urban District Corby mit Gebieten des Rural District Kettering: der Gemeinde (Parishes) Cottingham, East Carlton, Gretton, Middleton, Rockingham, Stanion Und Weldon.
Am 1. April 2021 wurde der District aufgelöst und ging in der neugeschaffenen Unitary Authority North Northamptonshire auf.